# Adéla del Vasto
Adéla del Vasto (italsky Adelasia del Vasto, sicilsky Adilasia di Monferratu, francouzsky Adélaïde de Montferrat ; 1072 – 16. dubna 1118 Patti) byla hraběnka sicilská a krátce královna jeruzalémská.

## Život
Byla dcerou Manfréda del Vasto a roku 1089 se stala třetí manželkou Rogera, normanského vládce Sicílie. Roger zemřel roku 1101 a Adéla se stala regentkou nezletilých synů a vládkyní Sicílie. Starší syn Šimon zemřel roku 1105 a dědicem hrabství se stal Roger. Poté, co Roger roku 1112 dosáhl zletilosti, stáhla se Adéla do ústraní, z něhož vyšla až v okamžiku, kdy z Jeruzalémského království přišla nabídka ke sňatku s králem Balduinem I. Dosud bezdětný král zapudil svou arménskou manželku a na doporučení svých rádců roku 1113 pojal za choť Adélu, jež mu kromě naděje na mužského potomka přinesla i nezanedbatelné věno, které posloužilo k zaplacení královských dluhů. Toužebně očekávané početí následníka se však nezdařilo, král považovaný papežem za bigamistu, posléze dal na naléhání jeruzalémského patriarchy a Adélu zapudil.
| „                     | ... králi přikvačila nemoc a poněvadž se obával smrti, propustil ženu svou... sicilskou totiž hraběnku jménem Adelaidu, poněvadž neprávem ji byl pojal, ana žila ještě manželka jeho, kterou dříve zákonitě byl pojal u města Edessy. | “ |
| — Fulcher ze Chartres | |   |

Roku 1117 se zklamaná žena vrátila zpět na Sicílii a její návrat poznamenal na mnoho let vztah mezi sicilskými Normany a křižáckými státy. Zemřela v dubnu 1118 a byla pohřbena v sicilském Patti.